# Iwan Biezrucki
Iwan Michajłowicz Biezrucki (ros. Иван Михайлович Березуцкий, ur. 13 listopada 1918 we wsi Sieliwiorstowo w Kraju Ałtajskim, zm. 23 lutego 2000 w Żukowskim) – radziecki lotnik wojskowy, pułkownik, Bohater Związku Radzieckiego (1945).

## Życiorys
Urodził się w rodzinie chłopskiej. Ukończył szkołę pedagogiczną w Bijsku i aeroklub, a w 1938 szkołę lotników-instruktorów, po czym 1938–1940 pracował jako instruktor lotniczy w Orsku). Od 17 lutego 1940 służył w Armii Czerwonej, od 1941 należał do WKP(b), ukończył wojskową lotniczą szkołę pilotów im. Woroszyłowa w Czkałowie (obecnie Orenburg) i kursy dowódców kluczy. Od lipca 1942 uczestniczył w wojnie z Niemcami, walczył na Froncie Stalingradzkim, Kalinińskim, Północno-Zachodnim, Briańskim i 1 Nadbałtyckim jako dowódca klucza i zastępca dowódcy eskadry oraz nawigator (szturman) eskadry w stopniu starszego porucznika. 14 maja 1943 w rejonie Diemianska za pomocą taranowania samolotem Ła-5 zniszczył bombowiec wroga. Później walczył na 3 i 1 Froncie Białoruskim jako szturman 63 pułku lotnictwa myśliwskiego gwardii 3 Armii Powietrznej. Wykonał 254 loty bojowe i stoczył 80 walk powietrznych, w których strącił 18 samolotów wroga, w tym 6 bombowców. Po wojnie nadal służył w lotnictwie, w 1955 ukończył Akademię Wojskowo-Powietrzną, w sierpniu 1969 zakończył służbę wojskową w stopniu pułkownika.

## Odznaczenia
- Złota Gwiazda Bohatera Związku Radzieckiego (23 lutego 1945)
- Order Lenina
- Order Czerwonego Sztandaru (trzykrotnie)
- Order Wojny Ojczyźnianej I klasy (dwukrotnie)
- Order Wojny Ojczyźnianej II klasy
- Order Czerwonej Gwiazdy (dwukrotnie)

I medale.